# Aleuroclava regui
Aleuroclava regui là một loài côn trùng cánh nửa trong họ Aleyrodidae, phân họ Aleyrodinae.
Aleuroclava regui được Sundararaj & David miêu tả khoa học đầu tiên năm 1993.